# Aliance za přímou demokracii v Evropě
Aliance za přímou demokracii v Evropě (angl. Alliance for Direct Democracy in Erope, zkratka ADDE) je bývalou evropskou politickou stranou založenou v roce 2014. Sestávala z politických stran, které se sdružily v politické skupině Evropského parlamentu (frakci) Evropa svobody a přímé demokracie (EFDD). Nejsilnější národní politickou stranou ADDE byla Strana nezávislosti Spojeného království (UKIP). Politická strana byla uznána Evropským parlamentem v roce 2015 a pro její činnost bylo vyčleněno € 1,241,725, a dalších € 730,053 pro činnost přidruženého think-tanku Iniciativa za přímou demokracii.
Strana byla rozpuštěna poté, co se v roce 2016 ukázalo, že zneužívala fondy EU.

## Členové (národní politické strany)
| Stát               | Politická strana                                | Poslanců v EP |
| ------------------ | ----------------------------------------------- | ------------- |
| Belgie             | Lidová strana (Belgie)                          | 0/22          |
| Česko              | Strana svobodných občanů                        | 1/21          |
| Francie            | Vzhůru republiko!                               | 0/72          |
| Francie            | Joëlle Bergeron (nezávislý)                     | 1/72          |
| Litva              | Pořádek a spravedlnost (Litva)                  | 1/12          |
| Nizozemsko         | Pro Nizozemsko                                  | 0/26          |
| Polsko             | Robert Iwaszkiewicz (KORWiN)                    | 1/51          |
| Švédsko            | Švédští demokraté                               | 2/22          |
| Spojené království | Strana nezávislosti Spojeného království (UKIP) | 21/73         |